# LG 옵티머스 L3
LG 옵티머스 L3(LG Optimus L3)는 LG전자에서 2012년 2월에 출시한 보급형 안드로이드 스마트폰이다.
LG 옵티머스 시리즈의 G/뷰/L/F 라인 중 L라인으로 보급형 3G 모델이며, 그중 최하위급 모델이다.

## 같이 보기
- 삼성 갤럭시 Y
- LG 옵티머스 L5
- LG 옵티머스 L7
- LG 옵티머스 L9